# Le Locataire (roman)
Pour les articles homonymes, voir Le Locataire.
Le Locataire est un roman policier de Georges Simenon écrit à «La Richardière», à Marsilly entre l'été 1932 et l'automne 1933, et paru en 1934.

## Résumé
Le roman se déroule à l'époque contemporaine de sa parution, c'est-à-dire dans les années 1930. Il se déroule en Belgique (à Bruxelles et Charleroi) et en France (à La Rochelle).
Élie Nagéar a fait le voyage de Stamboul à Bruxelles pour traiter dans la capitale belge une affaire de tapis. Sur le bateau, Sylvie Baron, entraîneuse dans les cabarets du Caire et qui rentre au pays, devient sa maîtresse. À Bruxelles, l'affaire des tapis n'aboutit pas et Élie se trouve sans argent. Au Palace, où est descendu le couple, leur voisin de chambre est Van der Cruyssen, un riche Hollandais qu'Élie rejoindra dans l'express Bruxelles-Paris pour l'assassiner et s'emparer de son argent. 
Quand Élie, de retour à Bruxelles, retrouve Sylvie, à qui il donne une partie de son larcin, celle-ci l'envoie se cacher chez ses parents à Charleroi, où sa mère, Mme Baron, tient une pension pour étudiants. Là, au milieu des membres de la famille et des locataires, le plus souvent blotti dans la cuisine, Nagéar trouve un refuge apaisant. Chacun à sa manière, avec des réactions différentes, va découvrir ou deviner qu'Élie est l'assassin en fuite dont parlent les journaux. Ils sont cependant émus ou troublés à l'idée de la peine capitale qui pourrait le frapper, car le crime a été commis en territoire français. Un matin pourtant, la police, qui a pisté Sylvie et retrouvé sa trace, viendra l'arrêter. 
À l'île de Ré, au moment de l'embarquement des forçats pour le bagne, deux femmes cherchent vainement à reconnaître Élie Nagéar dans la foule des condamnés : sa sœur, venue de Stamboul, et Mme Baron. Elles repartiront toutes deux par le même train, sans se connaître.

## Fiche signalétique du roman

### Cadre spatio-temporel
- Bruxelles, Charleroi, La Rochelle
- Époque contemporaine

### Personnages
- Élie Nagéar. C'est le personnage principal du roman. C'est un Turc d’origine portugaise, fils d’un exportateur de tabacs. Âgé de 35 ans, il est célibataire.
- Van der Cruyssen (Van der Chose par dérision pour le couple Élie-Sylvie), gros financier d’Amsterdam
- Sylvie Baron, jeune entraîneuse, de nationalité belge, amie de Nagéar
- M. et Mme Baron, parents de Sylvie, et Antoinette, leur fille cadette
- Les pensionnaires de Mme Baron (tous étrangers) : Kaler, Domb, Valesco.

### Aspects particuliers du roman
En marge d’une enquête policière qui tient peu de place, le roman développe en sa partie centrale une étude psychologique où l’inconscience d’un criminel qui ne veut se souvenir que des heures fastes de son passé se mêle aux sentiments ambigus de ceux qui l’entourent.

## Éditions
- Prépublication en feuilleton dans l'hebdomadaire Marianne, n° 62-71 du 27 décembre 1933 au 28 février 1934
- Édition originale : Gallimard, 1934
- Folio policier n° 45, 1998  (ISBN 978-2-07-040765-1)
- Tout Simenon, tome 19, Omnibus, 2003  (ISBN 978-2-258-06104-0)
- Romans durs, tome 1, Omnibus, 2012  (ISBN 978-2-258-09355-3)
- Romans durs, tome 1, Omnibus, 2023  (ISBN 978-2-258-20258-0)

## Adaptations
La première adaptation du roman au cinéma, sortie en 1939, a pour titre Dernier refuge, film réalisé par Jacques Constant. La distribution comprend Mireille Balin (Sylvie Baron), Georges Rigaud (Elie Davis), Marie Glory (Antoinette Baron), Marcel Dalio (le docteur Karel), Saturnin Fabre (M. Baron), Mila Parély (Jacqueline), Jean Tissier (l’inspecteur Blanc).
En 1941 sort Último refugio, réalisé par John Reinhardt, avec Mecha Ortiz (Albareda), Georges Rigaud, Pedro Lopez Lagar, Irma Cordoba, Ernesto Vilches et Juana Sujo. 
En 1947 sort un autre film lui aussi titré Dernier refuge, réalisé par Marc Maurette, avec Raymond Rouleau (Philippe), Giselle Pascal (Antoinette Baron), Félicien Tramel (M. Baron), Noël Roquevert (Beauchamp) et Mila Parély (Sylvie Baron).
En 1982, une autre adaptation sort sous le titre L'Étoile du Nord, réalisé par Pierre Granier-Deferre, avec Simone Signoret et Philippe Noiret.

## Source
- Maurice Piron, Michel Lemoine, L'Univers de Simenon, guide des romans et nouvelles (1931-1972) de Georges Simenon, Presses de la Cité, 1983, p. 34-35  (ISBN 978-2-258-01152-6)